# Ctenolimnophila severa
Ctenolimnophila severa är en tvåvingeart som beskrevs av Alexander 1943. Ctenolimnophila severa ingår i släktet Ctenolimnophila och familjen småharkrankar. Inga underarter finns listade i Catalogue of Life.